# Technologie asystujące
Technologie asystujące – kategoria technologii umożliwiających większą niezależność osób z niepełnosprawnością.
Uniwersalne technologie, dostępne dla osób sprawnych i niepełnosprawnych, prowadzą często do lepszych rozwiązań inżynieryjnych. Typowym przykładem są krawężniki przy przejściach dla pieszych. Odpowiednio zbudowane umożliwiają łatwy przejazd osób niepełnosprawnych na wózkach inwalidzkich, ale ułatwiają też łatwy przejazd osób prowadzących wózek dziecięcy lub jadących na rowerze.
Stwierdzono korzystny wpływ stosowania urządzeń z ekranami dotykowymi dla polepszenia komfortu życia osób dotkniętych obniżeniem sprawności umysłowej.

## Przy niepełnosprawności ruchowej

### Wózek inwalidzki

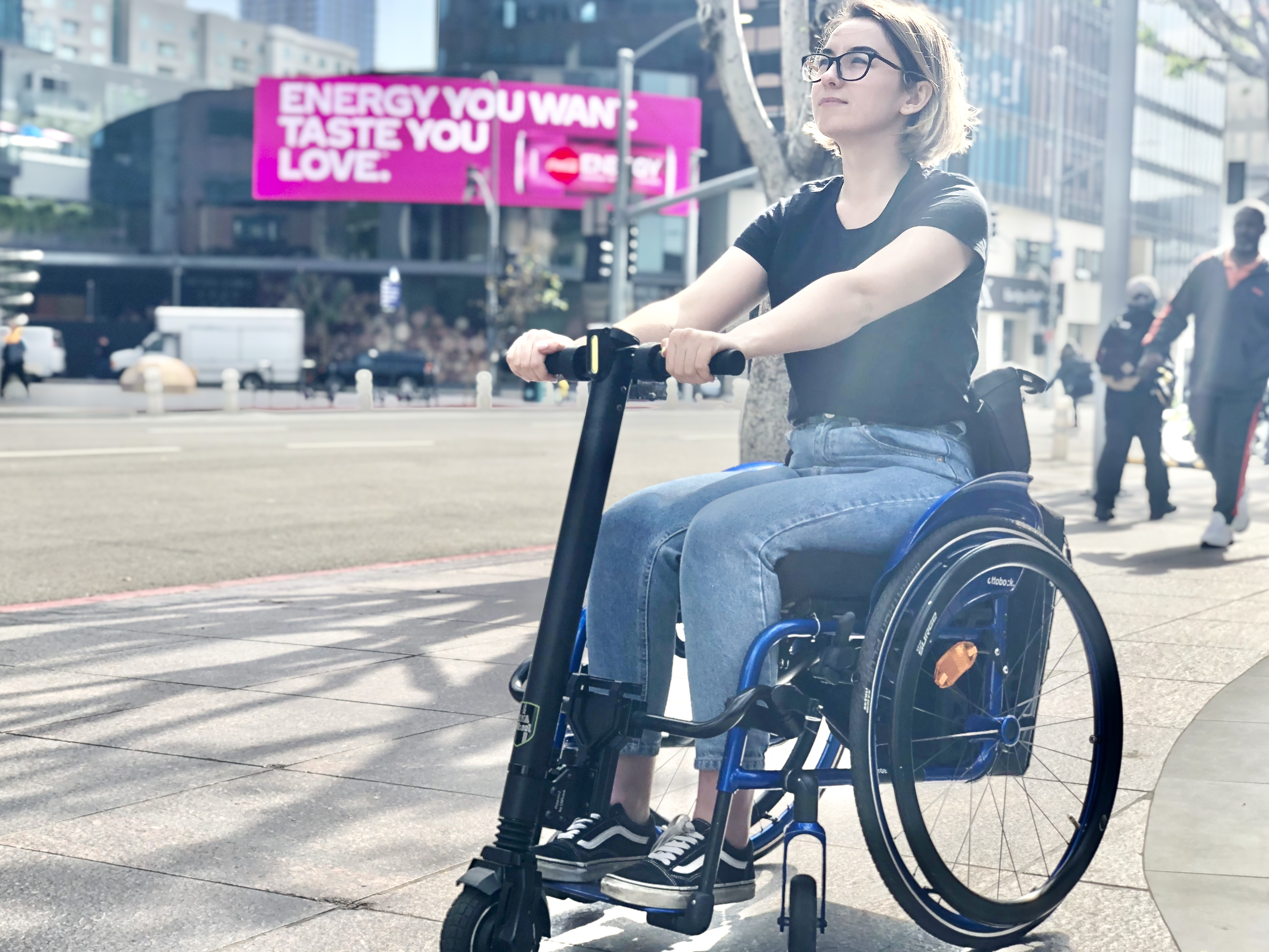
Wózek elektryczny dla osoby z niepełnosprawnością ruchu

Wózki inwalidzkie są urządzeniami napędzanymi ręcznie lub elektrycznie, wyposażonymi w system siedzeń i zaprojektowanymi jako substytut dla normalnej możliwości poruszania się posiadanej przez większość ludzi. Wózki inwalidzkie i inne urządzenia ułatwiające poruszanie się umożliwiają wykonywanie codziennych czynności związanych z poruszaniem się, takich jak jedzenie, toaleta, ubieranie się, pielęgnacja i kąpiel. Urządzenia te występują w wielu różnych odmianach. Niektóre z nich mogą być napędzane ręcznie lub mogą być napędzane silnikiem, gdzie pasażer używa sterowania elektrycznego do zarządzania silnikami i siłownikami sterującymi siedzeniem za pomocą joysticka, sterowania typu „sip-and-puff”, przełączników na głowie lub innych urządzeń sterujących. Często za siedzeniem znajdują się uchwyty, za pomocą których ktoś inny może pchać wózek bądź też urządzenie sterujące dla opiekunów. Wózki inwalidzkie są używane przez osoby, dla których chodzenie jest trudne lub niemożliwe z powodu choroby, urazu lub niepełnosprawności.
Dzięki postępowi w projektowaniu wózków inwalidzkich, umożliwiają one wspinanie się po schodach, jazdę w terenie lub poruszanie się za pomocą technologii segway, a także zastosowanie dodatkowych akcesoriów, takich jak handbike lub wspomaganie elektryczne.

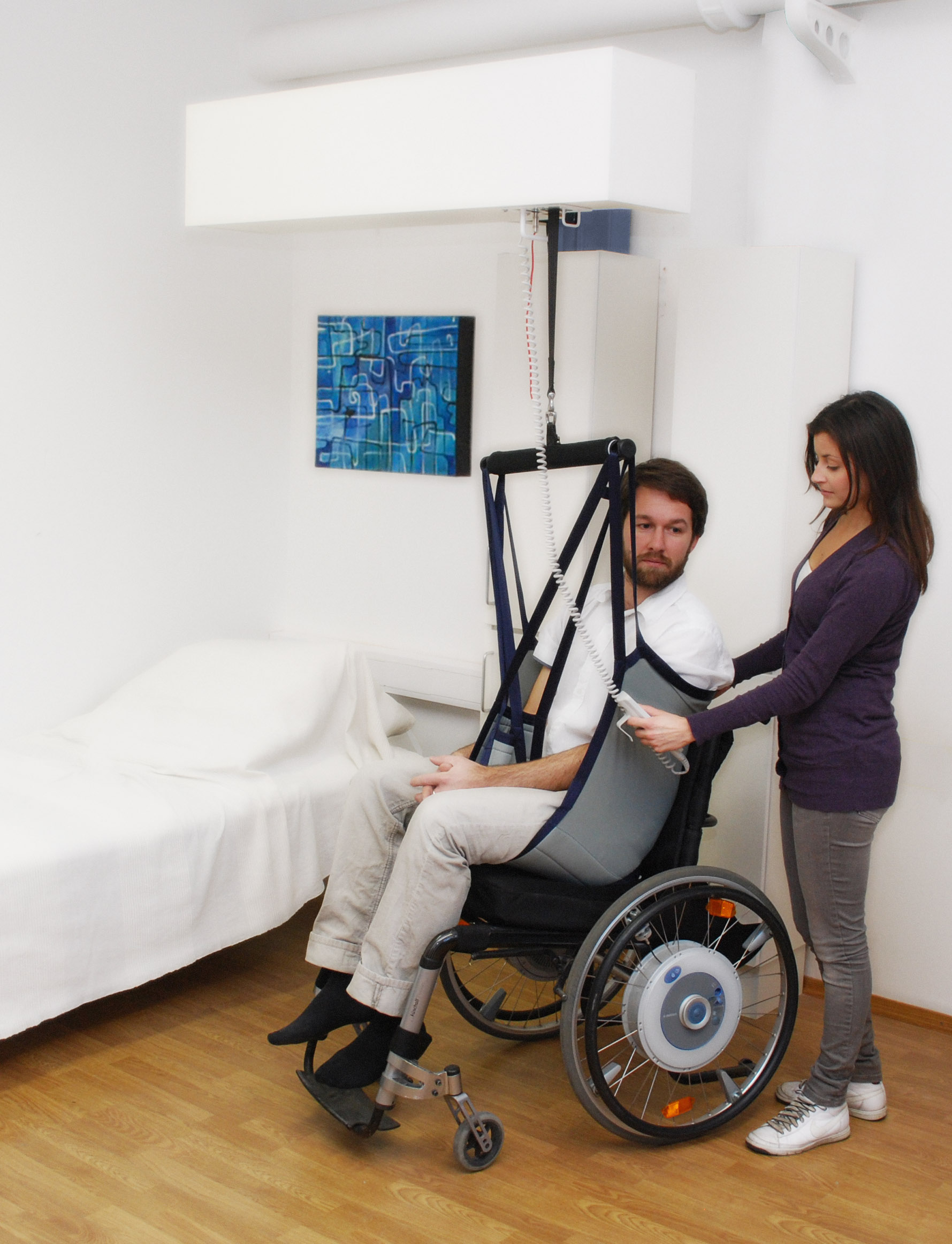
Podnośnik rehabilitacyjny w użyciu

### Urządzenia transferowe
Urządzenia do przenoszenia pacjentów pozwalają personelowi medycznemu na przenoszenie pacjentów o ograniczonej sprawności ruchowej między łóżkiem, wózkiem inwalidzkim, krzesłem, toaletą, noszami, ławką prysznicową, samochodem, pływalnią i innymi urządzeniami służącymi do obsługi pacjentów.
Najczęściej spotykanymi urządzeniami są ławki transferowe, nosze lub rozkładane krzesła, podnośniki typu sit-to-stand, nadmuchiwane materace pneumatyczne, pasy do chodu i deski transferowe, zwykle używane do przenoszenia z łóżka na wózek inwalidzki lub z łóżka na stół operacyjny. Wysoce niesamodzielni pacjenci, którzy nie są w stanie pomóc opiekunowi w ich przenoszeniu, często wymagają użycia podnośnika rehabilitacyjnego.

### Balkonik
Chodzik, balkonik lub rolator to urządzenie dla osób z niepełnosprawnościami, które potrzebują dodatkowego wsparcia w zakresie utrzymania równowagi lub stabilności podczas chodzenia. Składa się z ramy sięgającej mniej więcej do pasa i nieco szerszej od użytkownika. Chodziki są dostępne w różnych rozmiarach, np. dla dzieci lub osób o dużej wadze. Współczesne balkoniki mają regulowaną wysokość. Przednie dwie nogi chodzika mogą być wyposażone w kółka bądź nie, w zależności od siły i możliwości osoby korzystającej z chodzika.

### Proteza
Proteza to wyrób medyczny zastępujący brakującą część ciała. Proteza to wyrób medyczny zastępujący brakującą część ciała. Protezy wpisują się w zakres biomechatroniki, czyli nauki zajmującej się wykorzystaniem urządzeń mechanicznych do wspomagania lub zwiększania kontroli motorycznej utraconej w wyniku urazu, choroby lub wady układu mięśniowego, mięśniowo-szkieletowego i nerwowego człowieka. Protezy są zwykle używane do zastąpienia części utraconych w wyniku urazu bądź brakujących od urodzenia lub do wspomagania niesprawnych części ciała.
Ortezy są czymś innym niż protezy, chociaż w pewnych okolicznościach proteza może spełniać niektóre lub wszystkie te same funkcje, co orteza.

## Przy niepełnosprawności wzroku

### Alfabet Braille’a i powiązane technologie

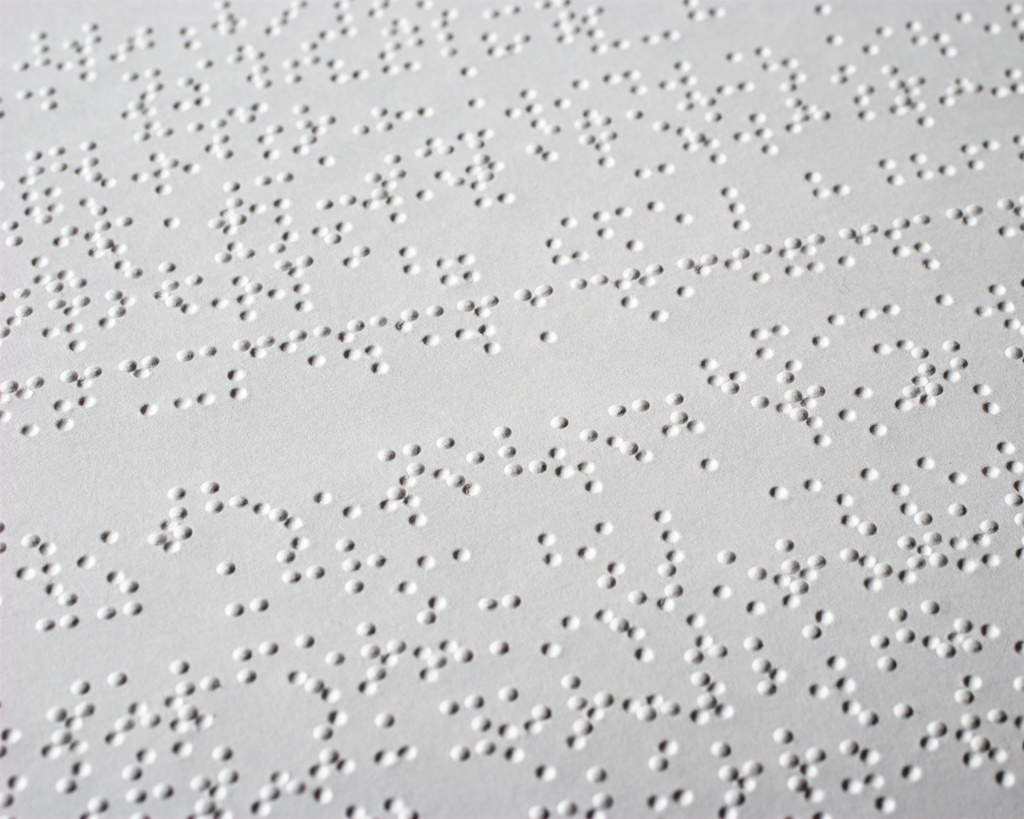
Alfabet Braille'a to pismo zbudowane z wypukłych kropek przedstawiających litery, cyfry, znaki interpunkcyjne i słowa.

Alfabet Braille'a to system wypukłych kropek uformowanych w jednostki zwane komórkami brajlowskimi. Osoby korzystające z tej technologii mogą odczytywać pismo brajlowskie za pomocą palców. Technologie asystujące wykorzystujące alfabet Braille'a nazywane są technologiami brajlowskimi.

#### Tłumacz brajlowski
Tłumacz brajlowski to program komputerowy, który może tłumaczyć pismo drukowane na pismo Braille'a lub pismo Braille'a na pismo drukowane. Tłumacz Braille'a może być aplikacją na komputerze lub wbudowany w stronę internetową, smartfon lub czytnik Braille'a.

#### Drukarka brajlowska
Drukarka brajlowska działa podobnie do zwykłej drukarki, ale zamiast nakładać atrament na kartkę, drukarka brajlowska wytłacza wypukłe kropki na kartce. Niektóre drukarki brajlowskie łączą w sobie zarówno brajla, jak i druk atramentowy, dzięki czemu dokumenty mogą być odczytywane zarówno za pomocą wzroku, jak i dotyku.

#### Monitor brajlowski

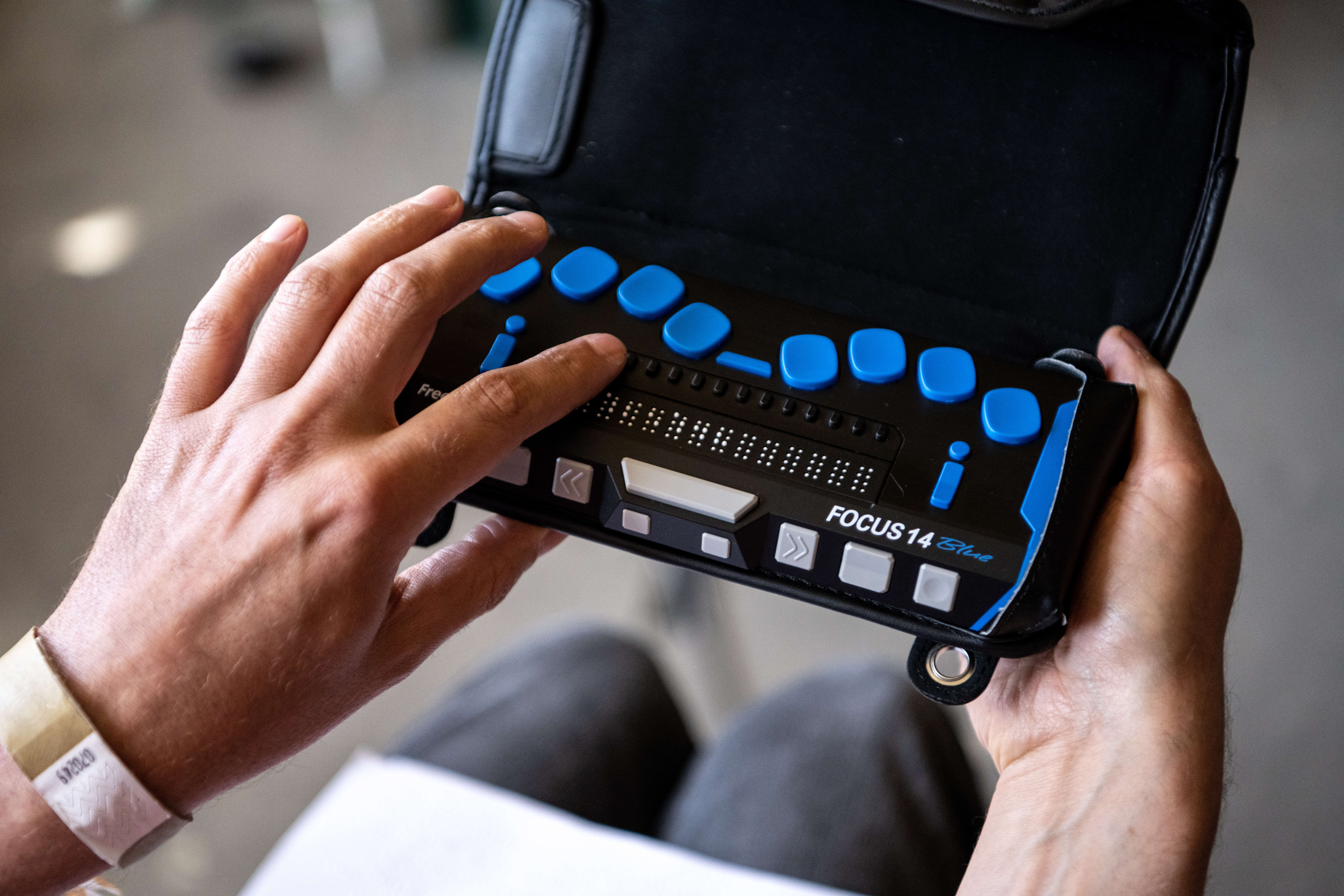
Monitor brajlowski

Monitor brajlowski to urządzenie elektromechaniczne służące do wyświetlania znaków brajlowskich, zwykle za pomocą kołków z okrągłymi końcówkami podnoszonych przez otwory w płaskiej powierzchni. Użytkownicy komputerów, którzy nie mogą korzystać z monitora komputerowego, używają go do odczytu tekstu w wersji brajlowskiej.

### Czytnik ekranowy
Czytniki ekranowe pomagają osobom niedowidzącym w łatwym dostępie do informacji cyfrowych. Programy te działają na komputerze, przekazując wyświetlane informacje za pomocą głosu (synteza mowy) lub alfabetu Braille'a (monitor brajlowski) a w niektórych przypadkach w połączeniu z funkcją powiększania dla użytkowników słabowidzących.
Dostępne są różne aplikacje i platformy, różniące się ceną i zestawem funkcji. Niektóre przykładowe czytniki ekranowe to Apple VoiceOver, Google TalkBack i Microsoft Narrator.
Czytniki ekranowe mogą polegać na narzędziach syntezy mowy. Aby korzystać z narzędzi do syntezy mowy, dokumenty muszą być w formie elektronicznej. Jednak ludzie zwykle sięgają po papierowe dokumenty zeskanowane do komputera, które mogą nie być rozpoznawane przez oprogramowanie do syntezy mowy. Aby rozwiązać ten problem, ludzie często używają technologii optycznego rozpoznawania znaków w połączeniu z oprogramowaniem do syntezy mowy.

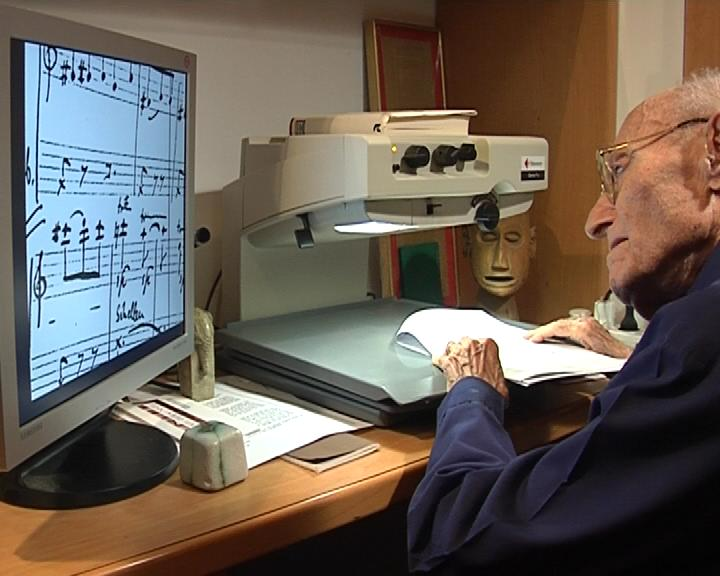
Josef Tal korzystający ze stacjonarnej lupy elektronicznej

### Lupa elektroniczna
Lupa elektroniczna jest urządzeniem elektronicznym wyposażonym w kamerę i ekran, umożliwiającym cyfrowe powiększanie materiałów drukowanych. Kamera podłączona jest do monitora, który wyświetla obraz w czasie rzeczywistym, a użytkownik może kontrolować ustawienia, takie jak powiększenie, ostrość, kontrast, podkreślenie, podświetlenie i inne parametry ekranu. Są one dostępne w różnych rozmiarach i stylach; niektóre są małe i przenośne z kamerami ręcznymi, podczas gdy inne są znacznie większe i zamontowane na stacjonarnym stanowisku.

### Programy do powiększania ekranu
Lupa ekranowa to oprogramowanie, które współpracuje z monitorem komputera w celu wyświetlania powiększonej zawartości ekranu. Umożliwia użytkownikom powiększanie tekstu i grafik na ekranach komputerów w celu łatwiejszego oglądania. Podobnie jak w przypadku lup elektronicznych, technologia ta pomaga osobom niedowidzącym. Po załadowaniu przez użytkownika oprogramowania do pamięci komputera służy ono jako swego rodzaju „szkło powiększające”. Gdziekolwiek porusza się kursor komputera, powiększa on obszar wokół niego. Pozwala to na zwiększenie dostępności komputera dla osób o różnych wadach wzroku.

## Przykłady
- czytnik ekranowy
- DAISY